# M90 (astronomia)
M 90 (nota anche come NGC 4569) è una galassia a spirale visibile nella costellazione della Vergine; è una delle otto galassie trovate e catalogate da Charles Messier il 18 marzo 1781 nella regione Chioma-Vergine, assieme all'ammasso globulare M92 dell'Ercole.

## Osservazione

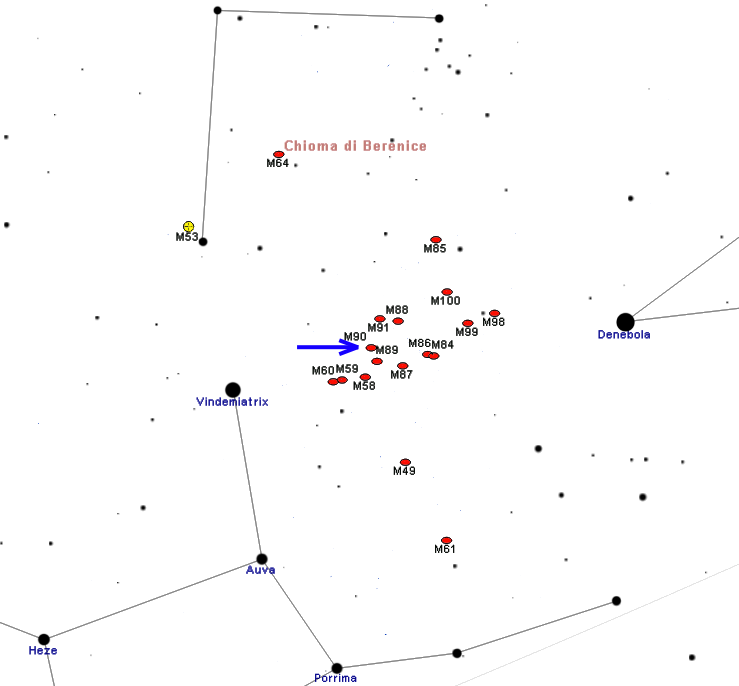
Mappa per individuare M90.

M90 si trova in una regione di cielo priva di stelle di riferimento, fra le costellazioni della Vergine e della Chioma di Berenice; si tratta di una delle galassie più brillanti del gruppo della Vergine: può essere individuata persino con un binocolo, se la notte è particolarmente propizia, mentre un semplice telescopio amatoriale da 60-80mm è in grado di mostrarla come una macchia allungata e con un leggero alone. Il nucleo, ben visibile in strumenti a partire da 140mm, è di aspetto puntiforme e di dodicesima magnitudine, mentre l'alone debole e tagliato in due da una barra più luminosa.
M90 può essere osservata con facilità da entrambi gli emisferi terrestri e da tutte le aree abitate della Terra, grazie al fatto che la sua declinazione non è eccessivamente settentrionale; dalle regioni boreali è maggiormente osservabile e si presenta estremamente alto nel cielo nelle notti di primavera, mentre dall'emisfero australe appare mediamente più basso, ad eccezione delle aree prossime all'equatore. Il periodo migliore per la sua osservazione nel cielo serale è quello compreso fra marzo e agosto.

## Storia delle osservazioni
M90 è stata descritta per la prima volta da Charles Messier nel 1781 come una nebulosa priva di stelle; William Herschel la indica come una macchia larga e luminosa al centro, dove è presente un nucleo ben definito. La descrizione più accurata proviene da Padre Heinrich Ludwig d'Arrest, che la descrisse come una nube di forma ellittica il cui nucleo brilla come una stella di dodicesima grandezza, di cui possiederebbe pure l'aspetto; le dimensioni sono di 7' x 2'.

## Caratteristiche
M90 è una delle galassie a spirale più grandi (9,5x4,5') dell'Ammasso della Vergine. Ha bracci a spirale, molto stretti e uniformemente brillanti, che sembrano completamente "fossilizzati", nel senso che non sembra esserci formazione di stelle in corso, con la sola eccezione della regione interna del disco, vicino ad alcune linee scure di polvere. Probabilmente il suo mezzo interstellare è stato in gran parte strappato via dalle intense forze mareali presenti all'interno dell'ammasso in cui si trova; altre teorie affermano che sia stato spazzato via da esplosioni multiple di supernovae avvenute nella regione del nucleo, dove la formazione stellare è ancora attiva. J.D. Wray ha formulato l'ipotesi che questa galassia si stia evolvendo verso uno stato simile a quello di M64, per poi diventare un sistema lenticolare (S0).
Benché M90 sia una grande e notevole galassia, Holmberg ha trovato un valore piuttosto basso per la sua massa, e quindi per la sua densità.
La sua distanza è approssimativamente 60 milioni di anni luce ed ha una magnitudine apparente di 9,3.
Dal momento che si avvicina a noi a una velocità di 383 km/s, si deve muovere a una velocità particolarmente elevata, vicina a 1.500 km/s, attraverso l'Ammasso della Vergine nella nostra direzione, ed è possibile che sia sul punto di fuggire dall'ammasso; secondo alcune fonti avrebbe già lasciato l'ammasso e adesso sarebbe molto più vicina a noi. Solo un'altra galassia di Messier, M86, ha una velocità di avvicinamento più rapida.

### Libri
- (EN) Stephen James O'Meara, Deep Sky Companions: The Messier Objects, Cambridge University Press, 1998, ISBN 0-521-55332-6.

### Carte celesti
- Toshimi Taki, Taki's 8.5 Magnitude Star Atlas, su geocities.jp, 2005. URL consultato il 7 novembre 2010 (archiviato dall'url originale il 5 novembre 2018). - Atlante celeste liberamente scaricabile in formato PDF.
- Tirion, Rappaport, Lovi, Uranometria 2000.0 - Volume I - The Northern Hemisphere to -6°, Richmond, Virginia, USA, Willmann-Bell, inc., 1987, ISBN 0-943396-14-X.
- Tirion, Sinnott, Sky Atlas 2000.0 - Second Edition, Cambridge, USA, Cambridge University Press, 1998, ISBN 0-933346-90-5.
- Tirion, The Cambridge Star Atlas 2000.0, 3ª ed., Cambridge, USA, Cambridge University Press, 2001, ISBN 0-521-80084-6.